# Американски камшични смоци
Американските камшични смоци (Masticophis) са род влечуги от семейство Смокообразни (Colubridae).
Таксонът е описан за пръв път от американския естественик Спенсър Фулъртън Бърд през 1853 година.

## Видове
- Masticophis anthonyi
- Masticophis aurigulus
- Masticophis barbouri
- Masticophis bilineatus
- Masticophis flagellum – Червена камшична змия
- Masticophis fuliginosus
- Masticophis lateralis
- Masticophis lineolatus
- Masticophis mentovarius
- Masticophis pulcherrimus
- Masticophis schotti
- Masticophis slevini
- Masticophis taeniatus